# Punitaqui
Punitaqui est une ville et une commune du Chili de la province de Limarí, elle-même située dans la région de Coquimbo. En 2016, sa population s'élevait à 10 418 habitants. La superficie de la commune est de 1 339 km2 (densité de 7,8 hab./km2).
En 2002 les deux tiers de la population était rurale. La principale agglomération est Punitaqui un village pittoresque situé à 33 km au sud de la capitale provinciale Ovalle. Punitaqui a subi plusieurs catastrophes majeures dont la dernière est le tremblement de terre de 1997 qui a provoqué plusieurs décès et la destruction d'un certain nombre de bâtiments. commune se trouve dans le centre du Chili à environ 400 kilomètres au nord de la capitale Santiago du Chili. Son territoire est centré sur la vallée verdoyante du rio Hurtado qui s'étend sur 113 km. La rivière irrigue 2 664 hectares de terres agricoles et alimente le réservoir Recoleta. La vallée est bordée de hautes montagnes et se trouve sur la bordure sud du désert d'Atacama. Le climat est semi-aride. L'économie de la commune repose sur de petits vergers familiaux et l'élevage de chèvres. Les principaux villages de la commune sont  Seron, Hurtado, Pichasca et Samo Alto.

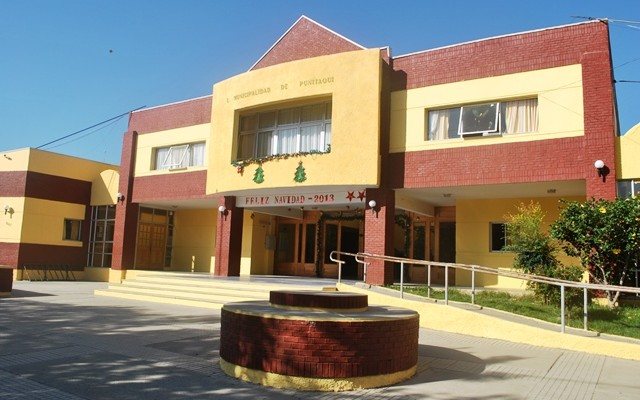
Siège de la Municipalidad

Position de Punitaqui (en rouge) au sein de la Région de Coquimbo.